# Rali da Suécia de 2005
Resultados do 54th Uddeholm Swedish Rally.

## Classificação Final
| Pos | N.º  | Piloto Co-piloto                           | Nacionalidade             | Carro                                               | Tempo               |
| --- | ---- | ------------------------------------------ | ------------------------- | --------------------------------------------------- | ------------------- |
| 1   | 5 M  | Petter Solberg Phil Mills                  | Noruega · Reino Unido     | Subaru Impreza WRC Subaru World Rally Team          | 3:00.52,1 0         |
| 2   | 8 M  | Markko Märtin Michael Park                 | Estónia · Reino Unido     | Peugeot 307 WRC Marlboro Peugeot Total              | 3:03.03,2 2.11,1    |
| 3   | 3 M  | Toni Gardemeister Jakke Honkanen           | Finlândia · Finlândia     | Ford Focus WRC BP Ford World Rally Team             | 3:04.06,8 3.14,7    |
| 4   | 9 M  | Harri Rovanperä Risto Pietiläinen          | Finlândia · Finlândia     | Mitsubishi Lancer WRC Mitsubishi Motors Motorsports | 3:04.18,5 3.26,4    |
| 5   | 4 M  | Henning Solberg Cato Menkerud              | Noruega · Noruega         | Ford Focus WRC BP Ford World Rally Team             | 3:04.21,9 3.29,8    |
| 6   | 19   | Daniel Carlsson Mattias Andersson          | Suécia · Suécia           | Peugeot 307 WRC Bozian Racing                       | 3:04.34,6 3.42,5    |
| 7   | 10 M | Gigi Galli Guido D'Amore                   | Itália · Itália           | Mitsubishi Lancer WRC Mitsubishi Motors Motorsports | 3:04.56,1 4.04,0    |
| 8   | 17   | Roman Kresta Jan Tománek                   | Chéquia · Chéquia         | Ford Focus WRC BP Ford World Rally Team             | 3:05.31,7 4.39,6    |
| 9   | 16   | Jani Paasonen Jani Vainikka                | Finlândia · Finlândia     | Škoda Fabia WRC Škoda Motorsport                    | 3:06.03,2 5.11,1    |
| 10  | 11 M | Mattias Ekström Stefan Bergman             | Suécia · Suécia           | Škoda Fabia WRC Škoda Motorsport                    | 3:07.56,3 7.04,2    |
| 11  | 14   | Antony Warmbold Michael Orr                | Alemanha · Reino Unido    | Ford Focus WRC                                      | 3:07.56,4 7.04,3    |
| 12  | 2 M  | François Duval Stéphane Prévot             | Bélgica · Bélgica         | Citroën Xsara WRC Citroën Total                     | 3:08.11,7 7.19,6    |
| 13  | 6 M  | Stéphane Sarrazin Denis Giraudet           | França                    | Subaru Impreza WRC Subaru World Rally Team          | 3:08.53,1 8.01,0    |
| 14  | 25   | Stig-Olov Walfridsson Gunnar Barth         | Suécia · Suécia           | Mitsubishi Lancer WRC                               | 3:10.15,5 9.23,4    |
| 15  | 65   | Jukka Ketomäki Mika Stenberg               | Finlândia · Finlândia     | Subaru Impreza WRX STI                              | 3:14.32,8 13.40,7   |
| 16  | 24   | Jari-Matti Latvala Miikka Anttila          | Finlândia · Finlândia     | Toyota Corolla WRC                                  | 3:14.33,4 13.41,3   |
| 17  | 31 P | Toshi Arai Tony Sircombe                   | Japão · Nova Zelândia     | Subaru Impreza WRX STI Subaru Team Arai             | 3:15.51,9 14.59,8   |
| 18  | 70   | Per-Gunnar Andersson Jonas Andersson       | Suécia · Suécia           | Suzuki Ignis S1600                                  | 3:17.10,0 16.17,9   |
| 19  | 15   | Chris Atkinson Glenn MacNeall              | Austrália · Austrália     | Subaru Impreza WRC Subaru World Rally Team          | 3:17.43,6 16.51,5   |
| 20  | 66   | Stig Blomqvist Ragnar Spjuth               | Suécia · Suécia           | Subaru Impreza WRX STI                              | 3:19.56,1 19.04,0   |
| 21  | 63   | Jussi Välimäki Tero Gardemeister           | Finlândia · Finlândia     | Mitsubishi Lancer Evo 8 Ralliart Italia             | 3:19.59,1 19.07,0   |
| 22  | 72   | Guy Wilks Phil Pugh                        | Reino Unido · Reino Unido | Suzuki Ignis S1600                                  | 3:20.19,8 19.27,7   |
| 23  | 71   | Jimmy Joge Mikael Johansson                | Suécia · Suécia           | Peugeot 206 XS S1600                                | 3:21.42,5 20.50,4   |
| 24  | 62   | Mats Thorszelius Tomas Thorszelius         | Suécia · Suécia           | Mitsubishi Lancer Evo 7                             | 3:22.07,5 21.15,4   |
| 25  | 67   | Martin Stenshorne Ove Johnny Andersen      | Noruega · Noruega         | Mitsubishi Lancer Evo 7                             | 3:22.47,2 21.55,1   |
| 26  | 77   | Giovanni Manfrinato Flavio Zanella         | Itália · Itália           | Mitsubishi Lancer Evo 7                             | 3:26.46,1 25.54,0   |
| 27  | 80   | Saulius Girdauskas Audrius Šošas           | Lituânia · Lituânia       | Mitsubishi Lancer Evo 7                             | 3:28.35,4 27.43,3   |
| 28  | 87   | Ferran Font Miguel Amblas                  | Andorra · Espanha         | Mitsubishi Lancer Evo 7                             | 3:32.25,8 31.33,7   |
| 29  | 73   | Peter Zachrisson Jan Svanström             | Suécia · Suécia           | Suzuki Ignis S1600                                  | 3:32.47,7 31.55,6   |
| 30  | 82   | Hans-Erik Weng Anders Fredricsson          | Suécia · Suécia           | Mitsubishi Lancer Evo 8                             | 3:32.50,8 31.58,7   |
| 31  | 43 P | Angelo Medeghini Barbara Capoferri         | Itália · Itália           | Mitsubishi Lancer Evo 8 Kome Sport                  | 3:33.40,9 32.48,8   |
| 32  | 38 P | Fabio Frisiero Giovanni Agnese             | Itália · Itália           | Subaru Impreza WRX STI                              | 3:34.05,6 33.13,5   |
| 33  | 93   | Beppo Harrach Andreas Schindlbacher        | Áustria · Áustria         | Mitsubishi Lancer Evo 6                             | 3:36.26,6 35.34,5   |
| 34  | 81   | Stefan Karnabal Bartlomiej Boba            | Polónia · Polónia         | Mitsubishi Lancer Evo 6                             | 3:36.31,1 35.39,0   |
| 35  | 90   | Luca Rossetti Dario D'Esposito             | Itália · Itália           | Mitsubishi Lancer Evo 7                             | 3:38.41,1 37.49,0   |
| 36  | 83   | Patrik Flodin Morgan Olsson                | Suécia · Suécia           | Mitsubishi Lancer Evo 7                             | 3:39.40,0 38.47,9   |
| 37R | 69   | Jan Kopecký Filip Schovánek                | Chéquia · Chéquia         | Mitsubishi Lancer Evo 7                             | 3:46.38,6 45.46,5   |
| 38R | 32 P | Xavier Pons Oriol Julià                    | Espanha · Espanha         | Mitsubishi Lancer Evo 8                             | 3:46.50,2 45.58,1   |
| 39R | 64   | Oscar Svedlund Björn Nilsson               | Suécia · Suécia           | Mitsubishi Lancer Evo 7                             | 3:49.07,1 48.15,0   |
| 40  | 98   | Christian August Selmer Nils Henrik Holmen | Noruega · Noruega         | Renault Clio RS                                     | 3:50.13,2 49.21,1   |
| 41  | 91   | Simone Bertolotti Monica Cicognini         | Itália · Itália           | Mitsubishi Lancer Evo 7                             | 3:50.17,7 49.25,6   |
| 42R | 86   | Georgi Geradzhiev Nikola Popov             | Bulgária · Bulgária       | Mitsubishi Lancer Evo 8                             | 3:53.46,6 52.54,5   |
| 43R | 34 P | Fumio Nutahara Satoshi Hayashi             | Japão · Japão             | Mitsubishi Lancer Evo 8 Advan-PIAA Rally Team       | 3:54.47,0 53.54,9   |
| 44R | 78   | Stefano Marrini Massimo Agostinelli        | Itália · Itália           | Mitsubishi Lancer Evo 7                             | 4:01.59,4 1:01.07,3 |
| 45  | 99   | Axel Sundling Anders Hjertum               | Noruega · Noruega         | Honda Civic Type-R                                  | 4:08.01,1 1:07.09,0 |
| 46R | 45 P | Riccardo Errani Stefano Casadio            | Itália · Itália           | Mitsubishi Lancer Evo 8                             | 4:16.24,1 1:15.32,0 |

## Abandonos
| SS  | N.º  | Piloto Co-piloto                        | Nacionalidade             | Carro                                       | Classe     |  |
| --- | ---- | --------------------------------------- | ------------------------- | ------------------------------------------- | ---------- |  |
| R19 | 1 M  | Sébastien Loeb Daniel Elena             | França · Mónaco           | Citroën Xsara WRC Citroën Total             | Motor      |  |
| R16 | 7 M  | Marcus Grönholm Timo Rautiainen         | Finlândia · Finlândia     | Peugeot 307 WRC Marlboro Peugeot Total      | Lost wheel |  |
| R19 | 12 M | Janne Tuohino Mikko Markkula            | Finlândia · Finlândia     | Škoda Fabia WRC Škoda Motorsport            | Lost wheel |  |
| R11 | 18   | Kristian Sohlberg Kaj Lindström         | Finlândia · Finlândia     | Ford Focus WRC                              | Steering   |  |
| R7  | 21   | Tobias Johansson Ola Fløene             | Suécia · Noruega          | Subaru Impreza WRC Rally Team Olsbergs      | Motor      |  |
| R17 | 23   | Mikko Hirvonen Jarmo Lehtinen           | Finlândia · Finlândia     | Ford Focus WRC                              | Electrical |  |
| R9  | 26   | Thomas Schie Göran Bergsten             | Noruega · Suécia          | Ford Focus WRC                              | Electrical |  |
| R8  | 27   | Rune Dalsjø Kjell Pettersen             | Noruega · Noruega         | Mitsubishi Lancer Evo 6                     | Punctures  |  |
| R8  | 37 P | Mark Higgins Trevor Agnew               | Reino Unido · Reino Unido | Subaru Impreza WRX STI                      | Acidente   |  |
| R3  | 39 P | Joakim Roman Bosse Holmstrand           | Suécia · Suécia           | Subaru Impreza WRX STI                      | Motor      |  |
| R19 | 50 P | Aki Teiskonen Miika Teiskonen           | Finlândia · Finlândia     | Subaru Impreza WRX STI Syms Rally Team      | Turbo      |  |
| R9  | 74   | George Tracey Maria Andersson           | Irlanda · Suécia          | Peugeot 206 WRC                             | Acidente   |  |
| R8  | 75   | Anders Grøndal Trond Inge Østbye        | Noruega · Noruega         | Subaru Impreza WRX STI                      | Acidente   |  |
| R5  | 76   | Tony Rickardsson Jocke Gevert           | Suécia · Suécia           | Mitsubishi Lancer Evo 7                     | Radiador   |  |
| R19 | 79   | Michal Solowow Maciej Baran             | Polónia · Polónia         | Mitsubishi Lancer Evo 7 Cersanit Rally Team | Motor      |  |
| R9  | 84   | Jaan Mölder jr. Tõnu Vunn               | Estónia · Estónia         | Mitsubishi Lancer Evo 6                     | Acidente   |  |
| R20 | 88   | Jean-François Stoeckli Sandrine Glannaz | Suíça · Suíça             | Mitsubishi Lancer Evo 8                     | Gearbox    |  |
| R9  | 89   | Rafael Martínez Rafael Marchena         | Espanha · Espanha         | Mitsubishi Lancer Evo 7                     |            |  |
| R0  | 94   | Patrik Sandell Emil Axelsson            | Suécia · Suécia           | Renault Clio RS                             | Gearbox    |  |
| R3  | 95   | Jonas Ericsson Henrik Lundh             | Suécia · Suécia           | Honda Civic Type-R                          | Acidente   |  |
| R1  | 96   | Robert Eriksson Håkan Larsson           | Suécia · Suécia           | Renault Clio RS                             | Motor      |  |
| R8  | 97   | Lars Storm Ulf Storm                    | Suécia · Suécia           | Citroën Xsara VTS                           | Motor      |  |
| R4  | 100  | Per-Arne Strand Pierre Ellison          | Suécia · Suécia           | Citroën Xsara VTS                           | Motor      |  |